# 金斯海姆-古斯塔夫斯堡
金斯海姆-古斯塔夫斯堡（德語：Ginsheim-Gustavsburg，發音：[ˈɡɪnshaɪm ˈɡʊstafsˌbʊʁk]）是德国黑森州达姆施塔特行政区大盖劳县的城市，面积13.94平方千米，2023年12月31日人口为17,143人。

## 友好城市
- 法國 布格奈（1989年）
- 塞内加尔 巴卢（法语：Communauté rurale de Ballou）（1989年）